# قصعين ألماسي
قصعين الماسي (الاسم العلمي: Salvia diamantina) هو نوع نباتي يتبع جنس القصعين من فصيلة الشفوية.